# Sjöborrekaktussläktet
Sjöborrekaktussläktet (Echinopsis) är ett suckulent växtsläkte inom familjen kaktusväxter. Släktet är ett av de äldsta kaktussläktena som är systematiskt upprättat, vilket skedde redan 1837/1838, och innehåller nu cirka 130 arter samt många hybrider. Släktet är systematiskt svårt och många arter är mycket varierade. Detta har resulterat i mängder av publicerade vetenskapliga namn som idag räknas till synonymer.

## Beskrivning
Arterna kan vara klotformade till pelarformiga, vissa arter blir trädlika, några är krypande. En art är en utpräglad epifyt. Ribborna är vanligen tydliga, få till många. Areolerna är ulliga och bär få till många taggar. Blommorna är dag- eller nattöppna beroende på art. De är vanligen trattlika eller skålformade. Blompipen har vanligen många fjäll, hår och borst, men saknar taggar. Hyllebladen kan ha alla färger utom blått.
Echino kommer från grekiska och betyder taggig eller igelkott och opsis betyder utseende.
Släktet härstammar från Sydamerika. Den finns i Peru, Brasilien, Uruguay, Paraguay, Argentina och Bolivia. De växer vanligen i torra områden, ofta på hög höjd över havet.

## Taxonomiska förändringar
Släktet är ett av de största i familjen och släktskapsförhållandena är fortfarande dåligt kända. Efter studier gjorda under 1970-talet och 1980-talet har ett antal släkten, som tidigare räknats som egna släkten, flyttats över till Echinopsis:
- Acantholobivia Backeb.
- Acanthopetalus Y.Itô
- Andenea Fric [2]
- Aureilobivia Fric [2]
- Chamaecereus Britton & Rose
- Chamaelobivia Y.Itô [2]
- Cinnabarinea Fric ex F.Ritter
- Echinolobivia Y.Itô [2]
- Echinonyctanthus Lem.
- Furiolobivia Y.Itô [2]
- Helianthocereus Backeb.
- Heterolobivia Y.Itô [2]
- Hymenorebulobivia Fric [2]
- Hymenorebutia Fric ex Buining
- Leucostele Backeb.
- Lobirebutia Fric [2]
- Lobivia Britton & Rose
- Lobiviopsis Fric [2]
- Megalobivia Y.Itô [2]
- Mesechinopsis Y.Itô
- Neolobivia Y.Itô
- Pilopsis Y.Itô [2]
- Pseudolobivia (Backeb.) Backeb.
- Rebulobivia Fric [2]
- Salpingolobivia Y.Itô
- Scoparebutia Fric & Kreuz. ex Buining
- Setiechinopsis (Backeb.) de Haas
- Soehrensia Backeb.
- Trichocereus (A.Berger) Riccob.

## Galleri

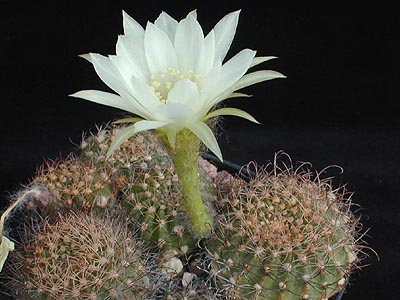
Doftande sjöborrekaktus E. ancistrophora
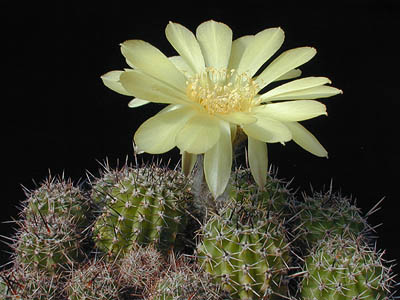
Citronsjöborrekaktus E. aurea
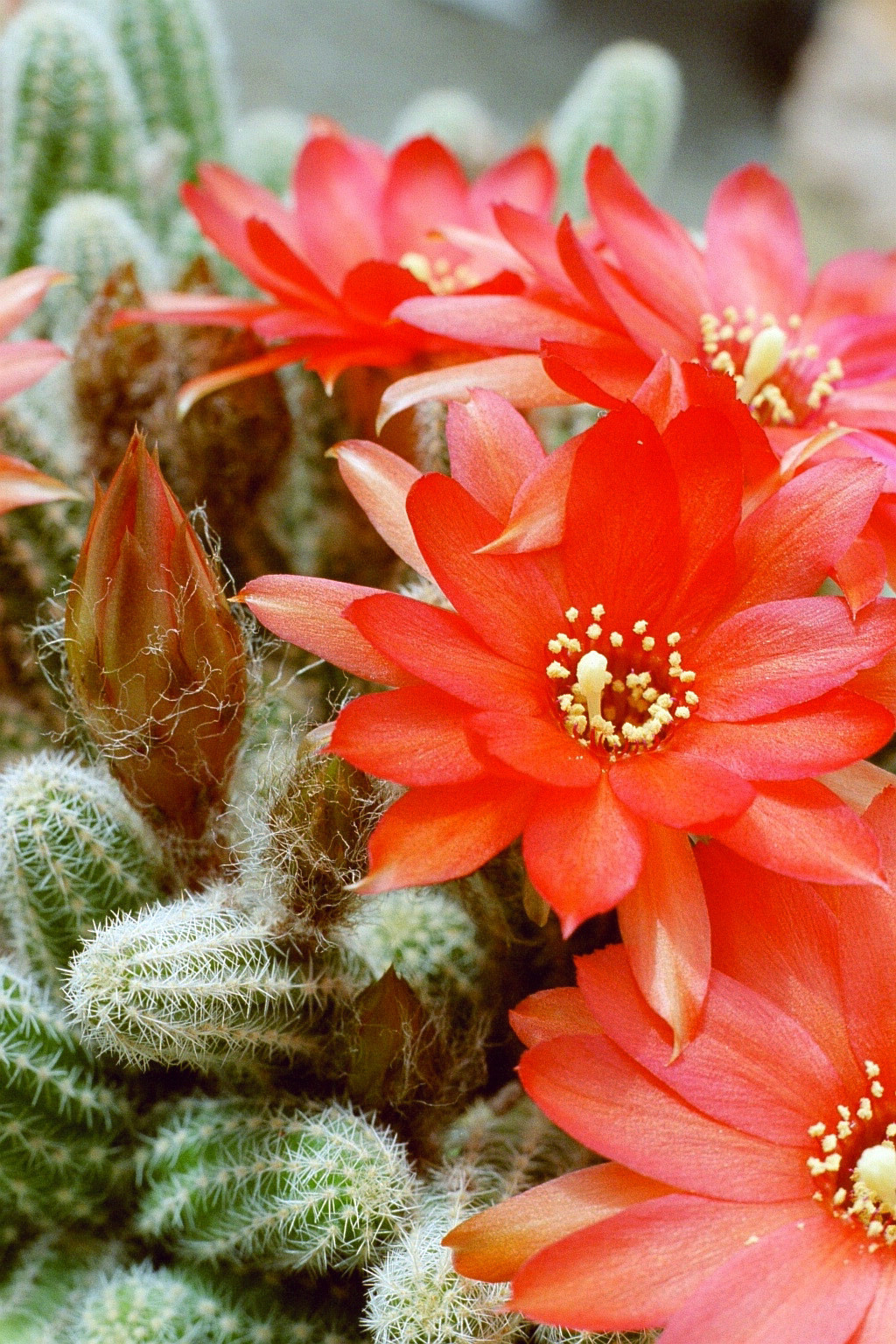
Krypkaktus E. chamaecereus
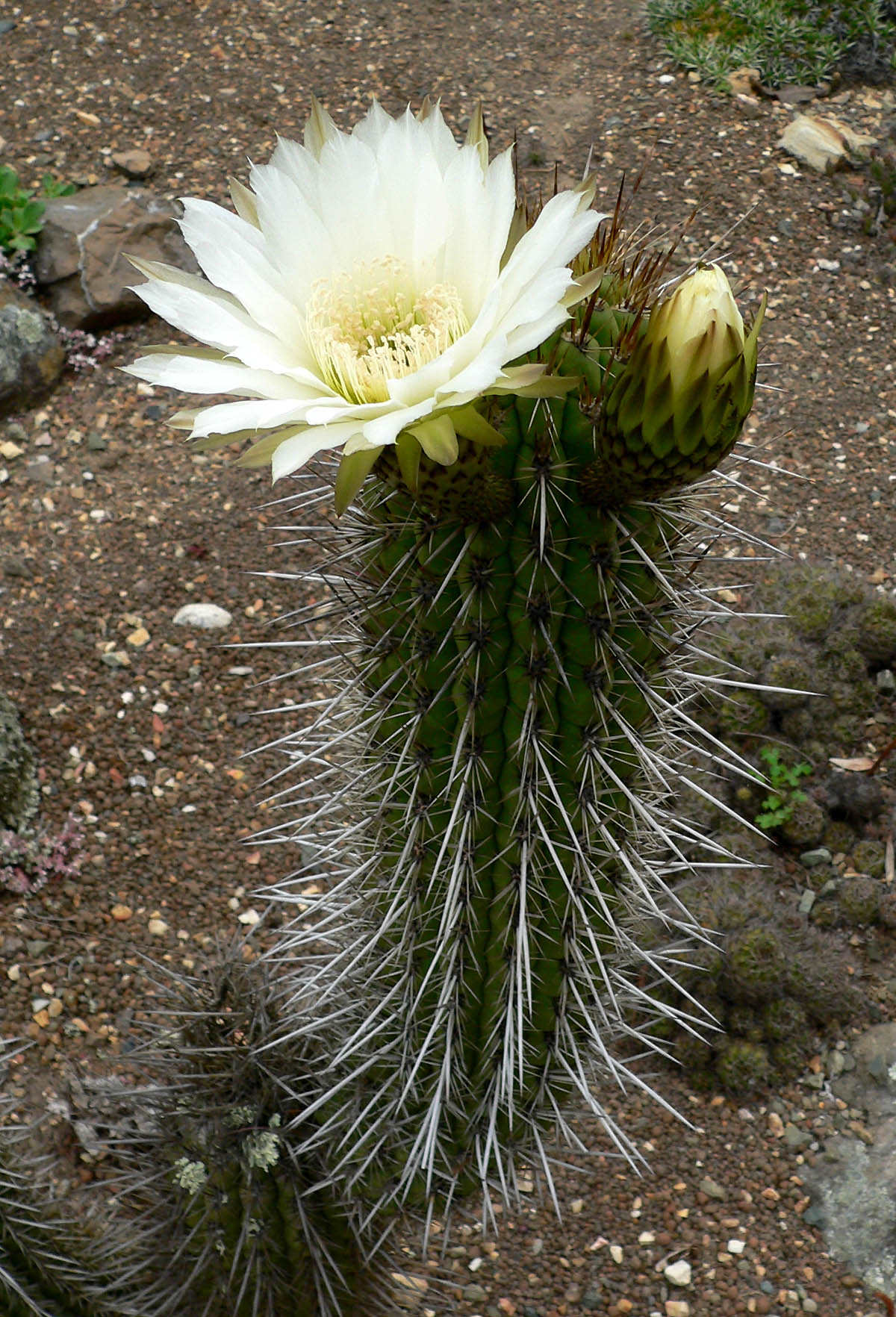
E. chiloensis
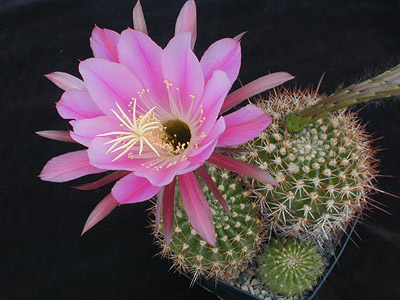
E. hystrichoides
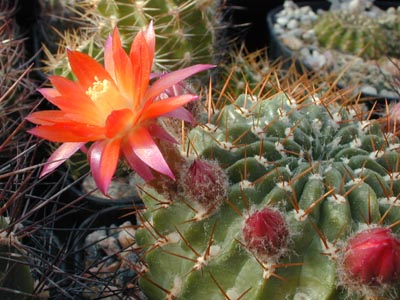
E. maximiliana
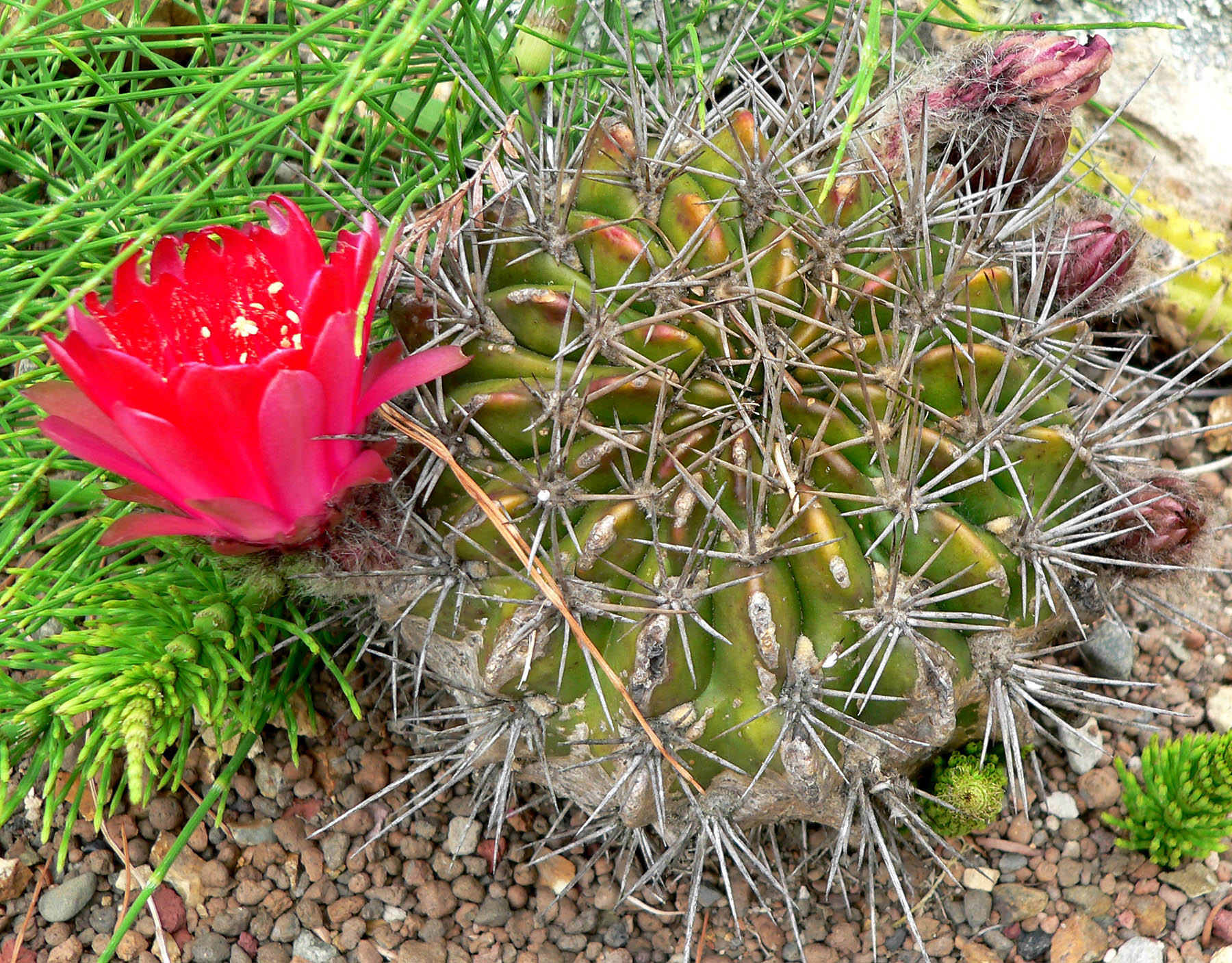
E. obrepanda ssp. tapequana
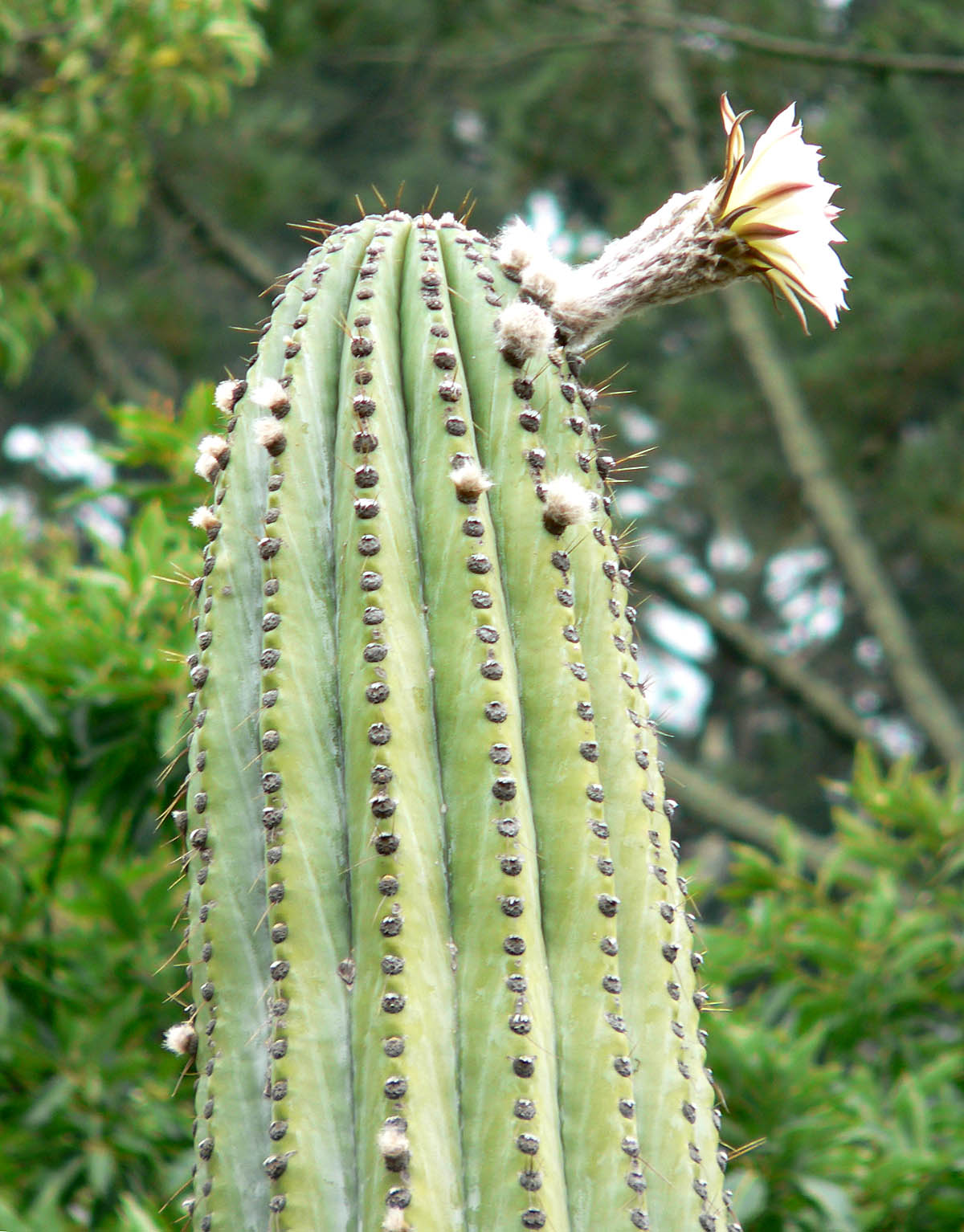
E. terscheckii
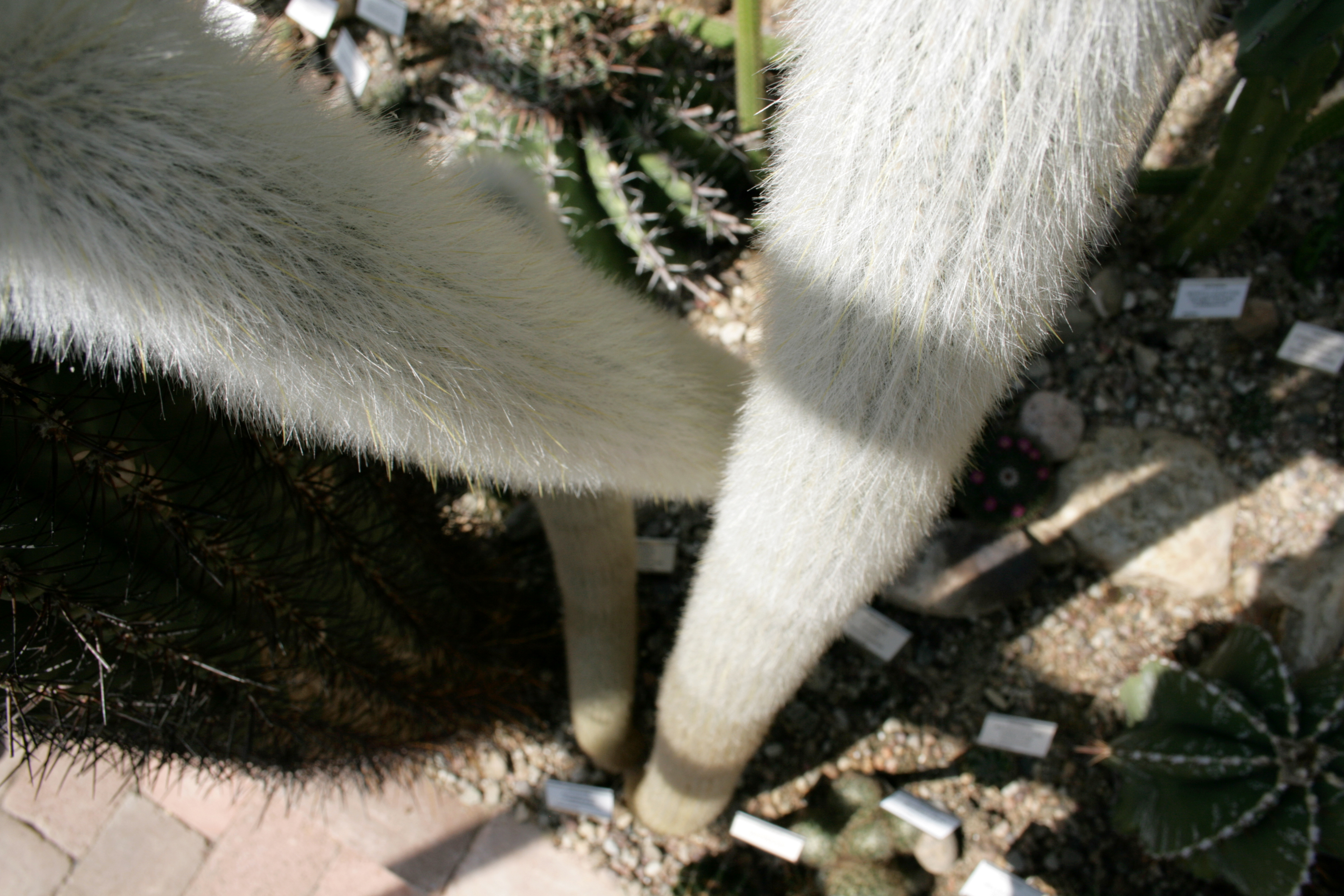
Vit sjöborrekaktus
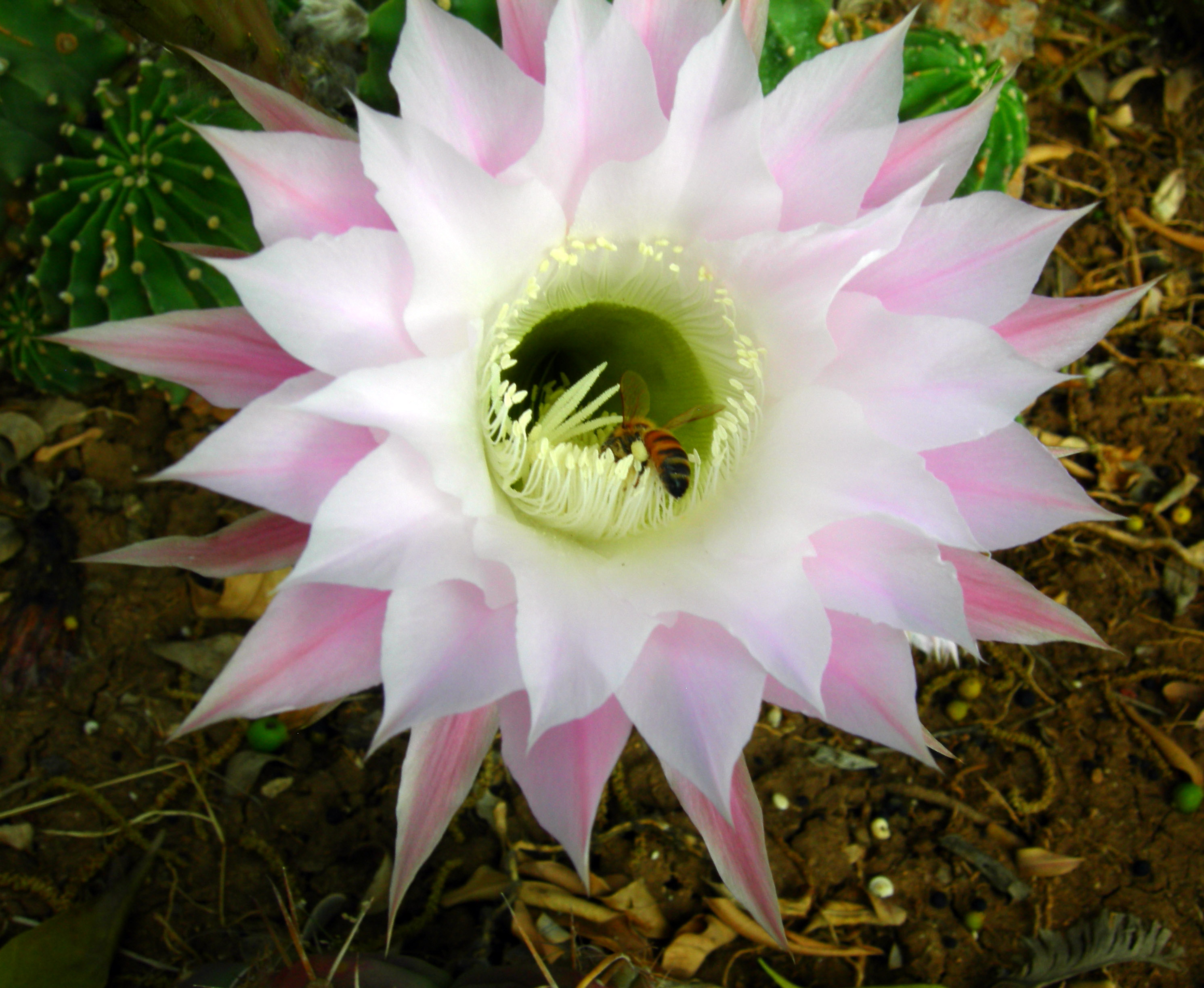
Echinopsis eyriesii
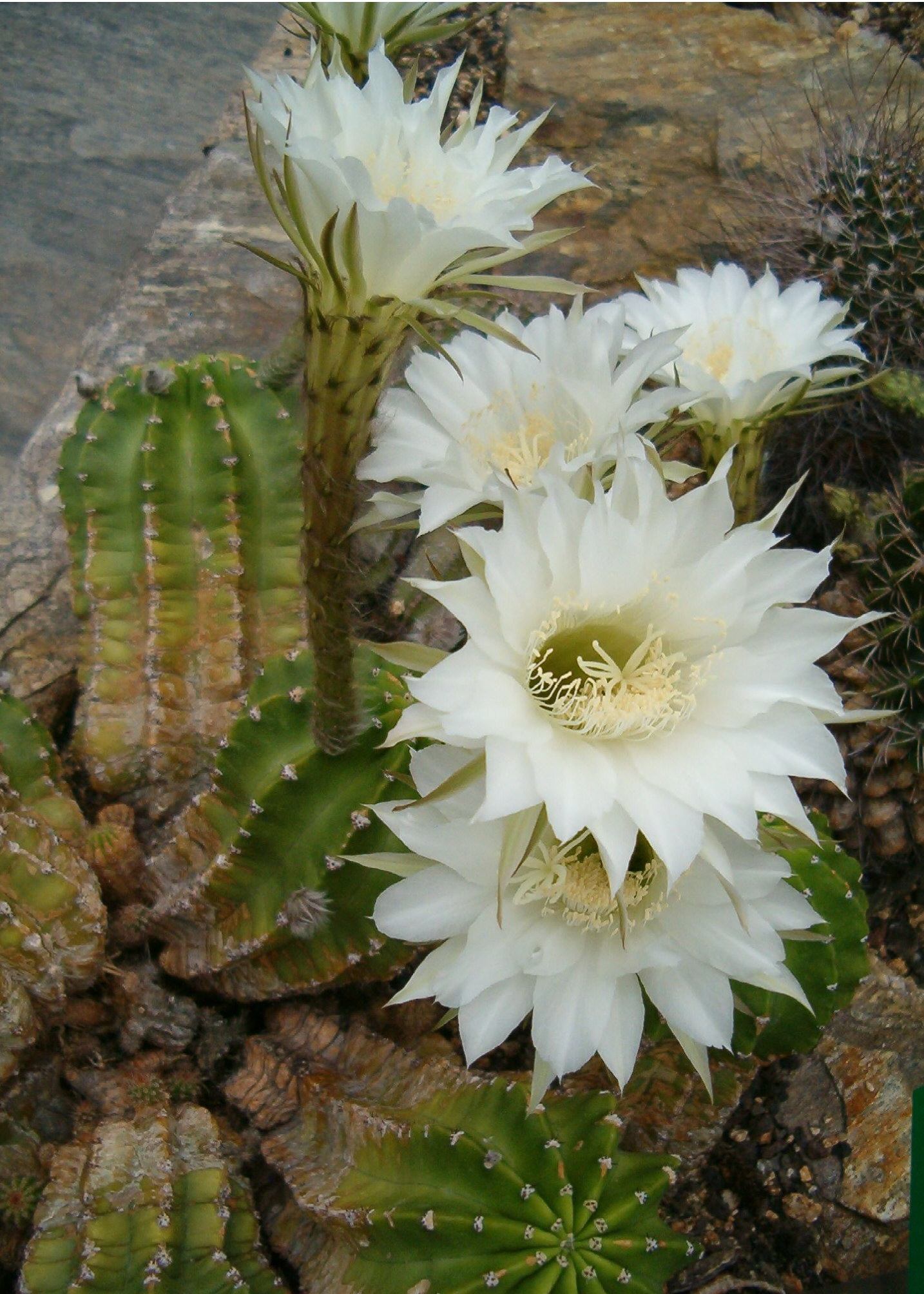
Kökssjöborrekaktus (E. oxygona)
- intervallfoto över Echinopsis